# Église Saint-François (Riga)
L'église catholique romaine Saint-François (letton : Rīgas Svētā Franciska Romas katoļu baznīca) est une église catholique située dans le quartier Maskavas Forštate à Riga en Lettonie,.  

## Architecture
Le bâtiment de l'église a été construit dans le style néo-gothique avec un plan roman français.
L'église comporte trois zones, chacune avec trois arcs. Dans la zone centrale, il y a un arc unique supplémentaire contenant le presbytère, flanqué de chaque côté par la sacristie, au-dessus de laquelle se trouvent les loges. Les extrémités des fenêtres, des tours et des couronnements du toit sont constitués d'éléments gothiques - des fleurs en forme de croix, ainsi que des croix forgées.
L'église est construite en briques rouges. A l'extérieur sa longueur est de 43,35 m et sa largeur de 22,5 m.
Les tours sont également construites uniquement en briques. Les briques jaunes sont utilisées pour les cadres et piliers de fenêtres et de portes, ainsi que pour les avant-toits. Les tours et le toit sont recouverts de tôle galvanisée. Les fondations de l'église sont recouvertes de granite des champs grossièrement taillé.

## Historique
Sur le site de cette église se trouvait une maison de prière catholique (dépendante de la paroisse de Rīga Sāpju Dievmātes), autour de laquelle se déroulaient les enterrements des catholiques de Riga.
En 1888, il fut décidé de construire une nouvelle église à la place, l'initiateur fut le doyen Francisks Afanasovičs, qui a créé un comité de construction d'église. 
Le projet de l'église a été approuvé et développé par Floriāns von Viganovskis, étudiant en architecture à l'Institut polytechnique de Riga, qui a également été membre du comité de construction.
Le 24 septembre 1889, la première pierre de l'église Saint-François fut posée et consacrée, et la construction rapide de l'église commença, puisque le toit de l'église fut déjà posé en 1890. Un an plus tard, les deux tours (60 mètres de haut) étaient achevées, des voûtes et une façade étaient construites et un an plus tard, le chauffage était installé.
En 1892, l'évêque auxiliaire de Mogilev Albins Simons consacra l'église en l'honneur de saint-François.
En 1930, un mur fut construit autour de l'église pour la séparer du jardin de la Paix. En 1960, l'église a été restaurée, restituant les dessins de 1900, dont les prototypes provenaient de la basilique Saint-François d'Assise à Assise en Italie.

## Galerie

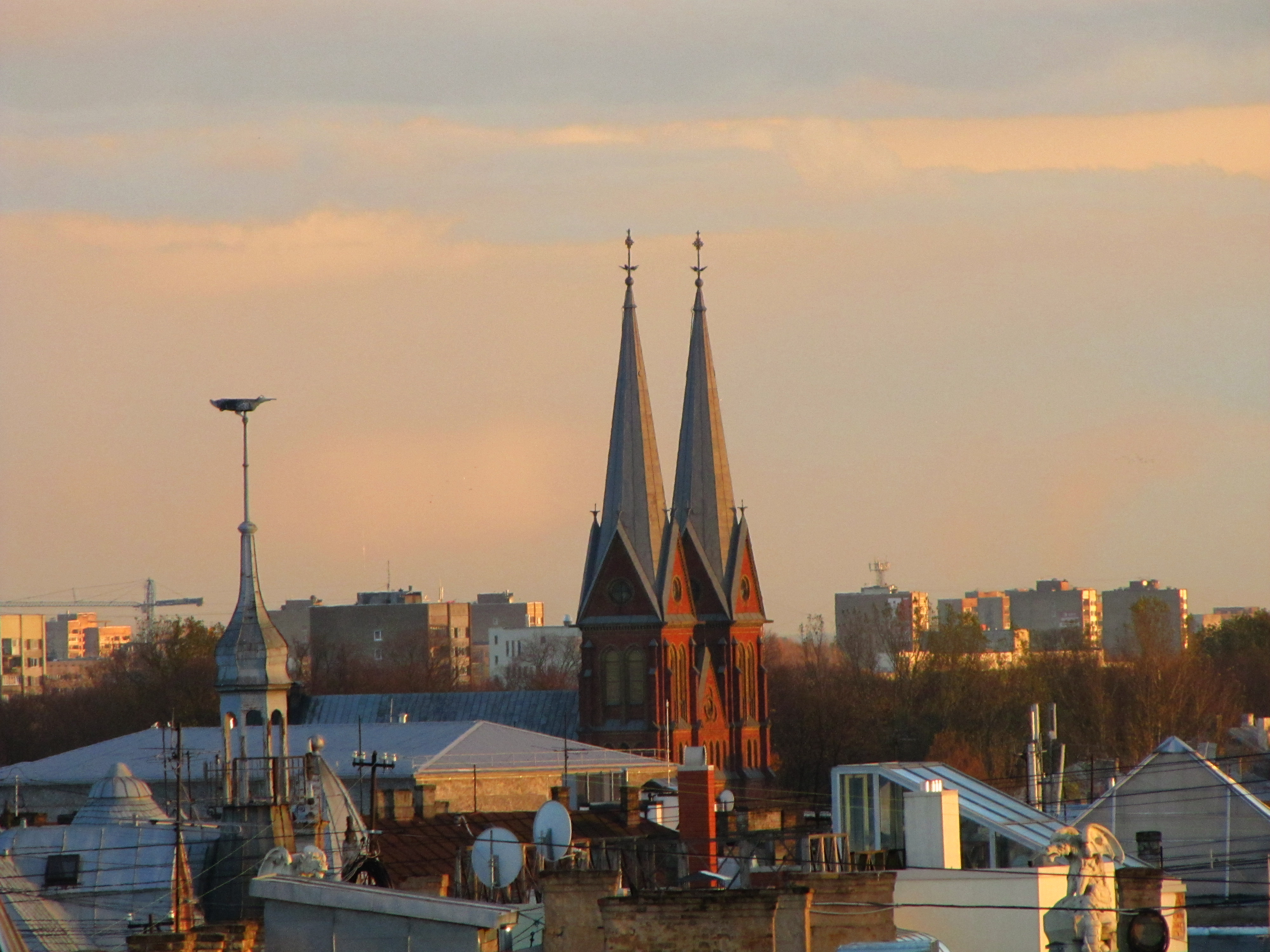
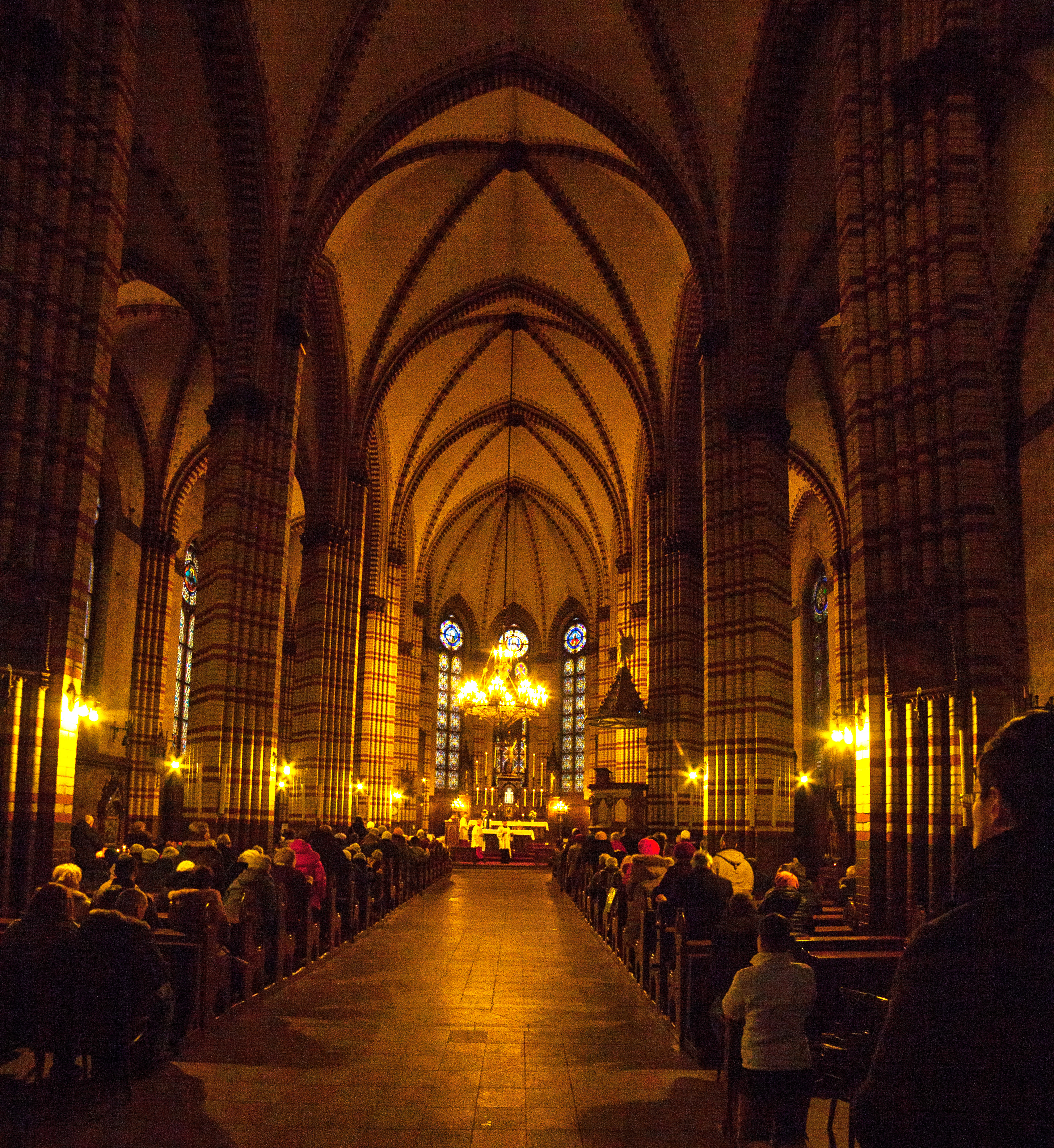
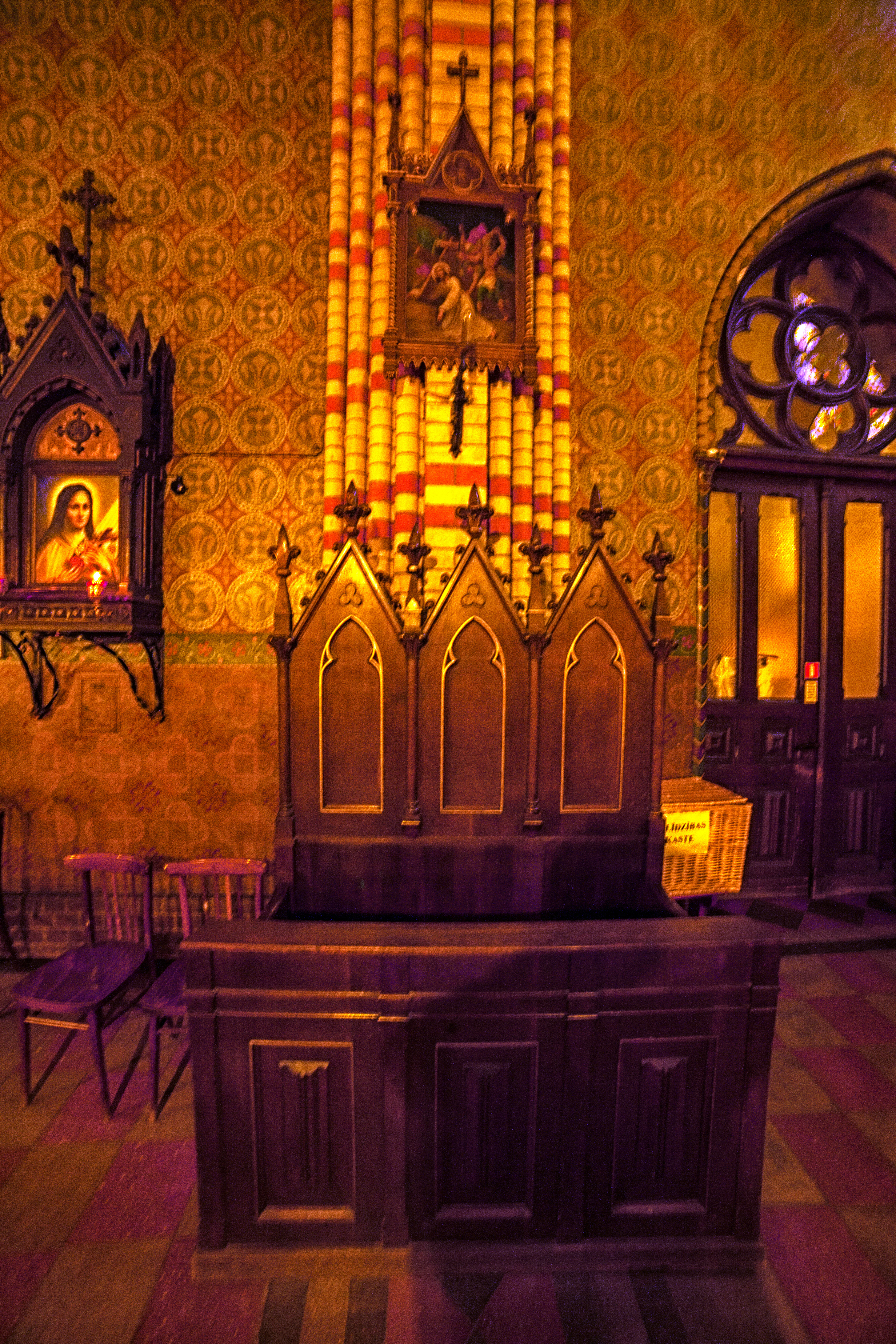
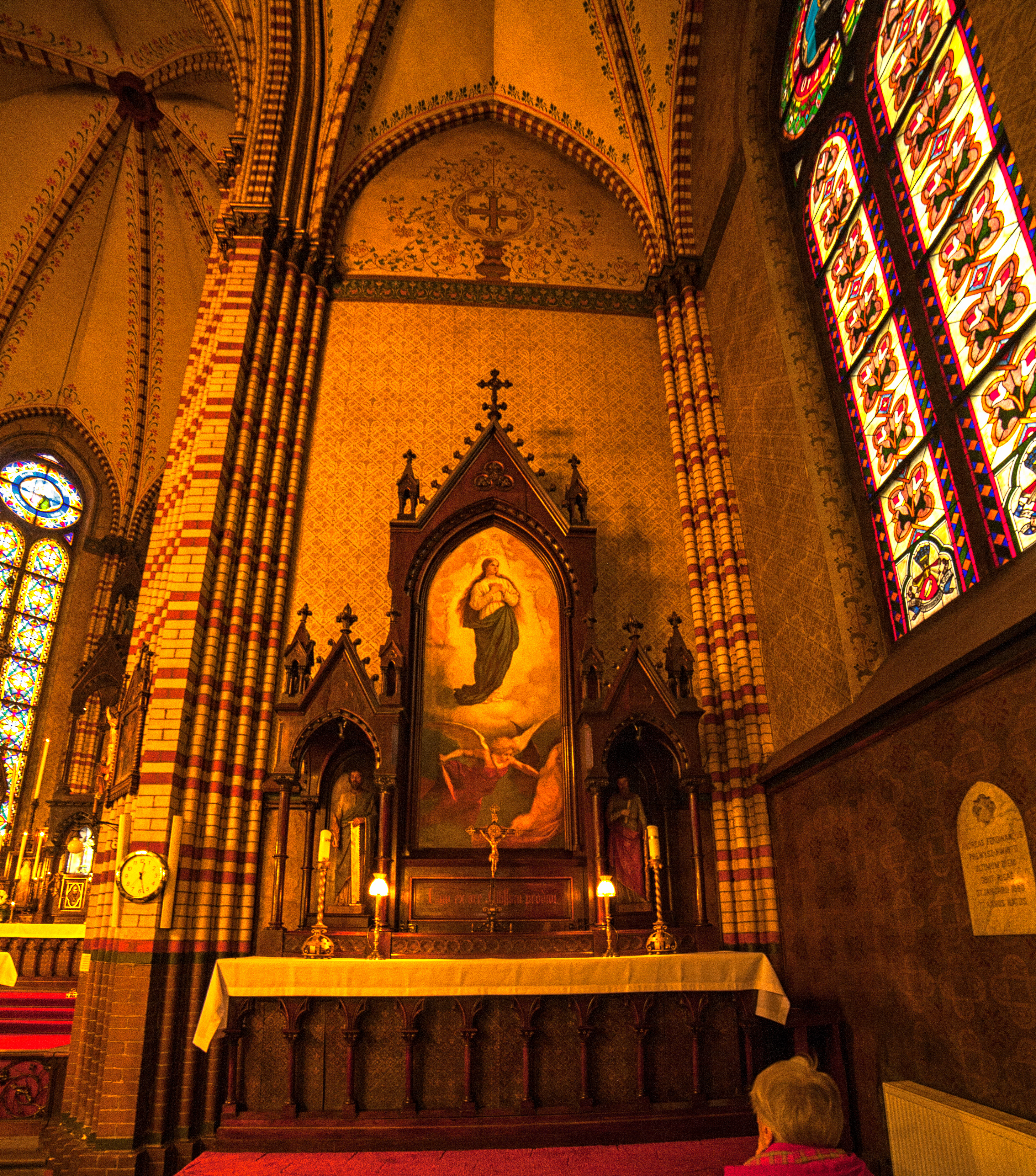
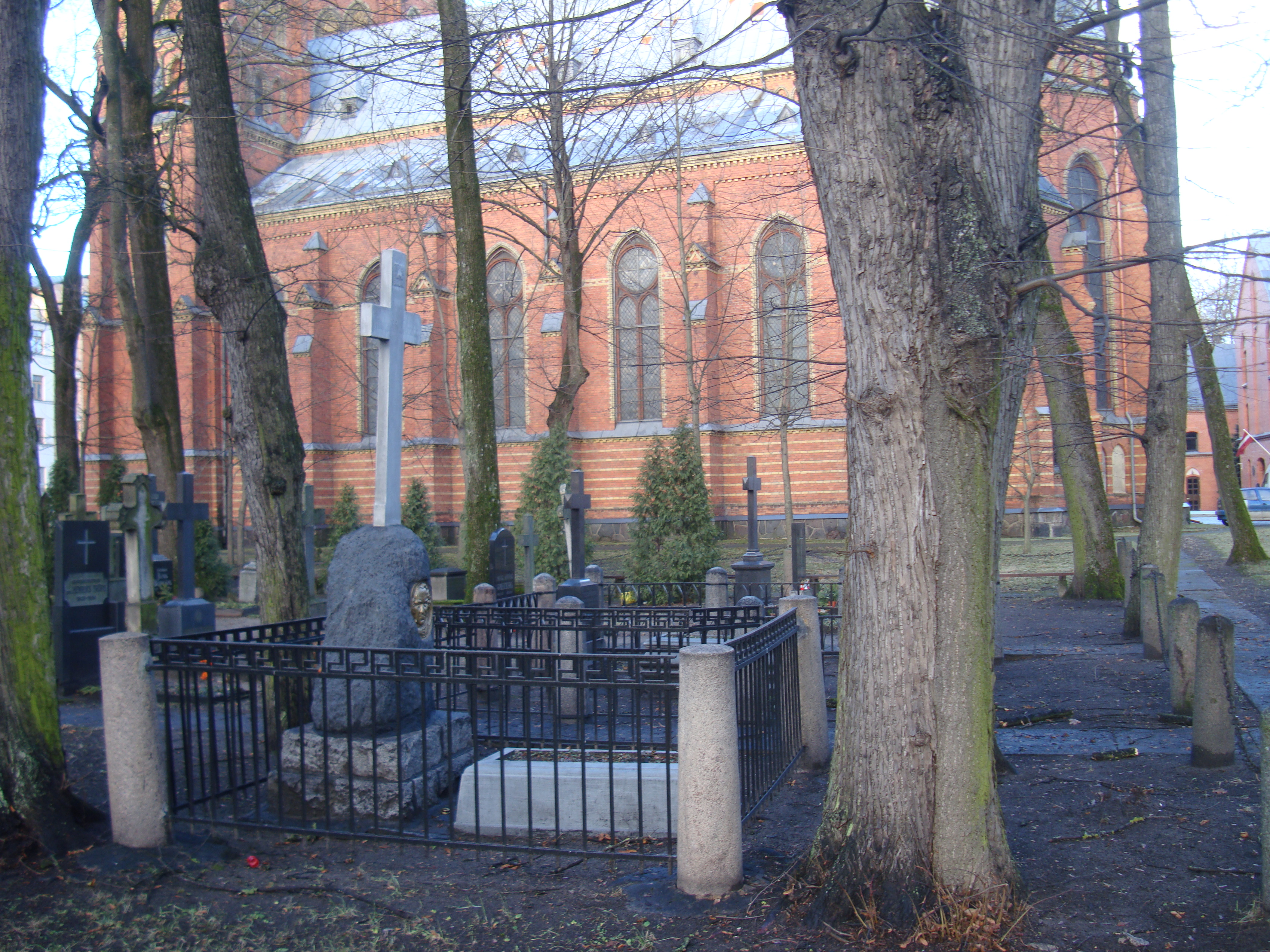
Tombe de Conradin Kreutzer